# 沉睡百萬年
《沉睡百萬年》（英語：Prince of Darkness）是一部於1987年上映的美國超自然恐怖片，由約翰·卡本特執導與撰寫劇本，為卡本特執導「啟示錄三部曲」中的第二部作品，第一部為1982年的《突變第三型》，第三部則為1995年的《戰慄黑洞》。
電影由唐納·普萊森斯主演，並定於1987年10月23日在美國上映。

## 劇情
講述來自洛杉磯的一群超自然現象專家與研究生們受雇協助一位天主教神父一起調查在修道院中發現的古代液體圓柱容器，但是他們發現這可能是惡魔撒旦的肉體化身...不久世界末日將會降臨人間。

## 演員
- 唐納·普萊森斯 飾 天主教神父（Priest）
- 麗莎·柏朗特（英语：Lisa Blount） 飾 凱瑟琳·丹弗絲（Catherine Danforth）
- 詹姆森·帕克（英语：Jameson Parker） 飾 布萊恩·馬許（Brian Marsh）
- 黃自強 飾 霍華德·比爾克教授（Professor Howard Birack）
- 彼得·詹森（英语：Peter Jason） 飾 雷帝教授（Dr. Leahy）
- 丹尼斯·鄧 飾 華特（Walter）

## 製作
卡本特在理論物理學和原子理論研究中得到靈感。他回憶說：「我認為創造某種極端邪惡是非常有趣的，並將與物質和反物質的概念結合。」這個想法最終發展成為《沉睡百萬年》的劇本，將是第一個與埃利斯·庫珀的合約，卡本特每張照片分配了300萬美元完整的創意塑造。
執行製片人謝普·戈登也是歌手埃利斯·庫珀的經理，並建議庫珀錄製一部電影的歌曲。卡本特也把庫珀排演為劇中的無家可歸的殭屍之一。 庫珀允許他的舞台表演中的「刺穿裝置」被用在庫珀的角色殺死埃齊森的場景中。庫珀為這部電影寫的歌曲，也被命名為《沉睡百萬年》，可以在同一個電影場景中聽到埃齊森的耳機正在播放該歌曲。
卡本特與以前一起工作過的人，包括黃自強，丹尼斯·鄧和唐納·普萊森斯。 本電影為彼得·詹森為卡本特拍攝演出的第一部電影，之後將成為卡本特的常客演員之一。
這部電影是用廣角鏡頭拍攝的，與其結合變形格式造成了很大的扭曲效果。
卡本特寫了劇本，但被認為是馬丁·奎特馬斯隨著英國教授的機構（克奈爾大學）的名字，向英國電影電視作家奈傑爾·克奈爾和他最著名的人物伯納德·奎特馬斯致敬。這個故事的特徵是與克奈爾有關聯性的元素，包括與古代邪惡力量的對抗（奎特馬斯的無底坑和奎特馬斯電視劇）、未來的消息（The Road）以及超自然（The Stone Tape）的科學調查。克奈爾對此表示不滿，因為他擔心觀眾可能會相信他與本作《沉睡百萬年》有關。
《沉睡百萬年》的海報是由負責印刷生產的供應商Rod Dyer的亨利·羅森塔爾（Henry Rosenthal）創建和設計的。
根據卡本特在DVD音頻評論中的描述，後期製作是在加利福尼亞州伯班克的華特迪士尼影城完成的。
在邁克爾·多伊爾接受采訪時，在2012年11月號的《Rue Morgue》，約翰·卡本特透露，他是如何在《沉睡百萬年》中創造出令人毛骨悚然的夢幻排列，特別是一個陰影從教堂門口出現的一段。卡本特首先用攝像機拍攝了這個人物（由演員傑西·弗格森演出）的動作，然後在「電視機上重新拍攝」，使片段變得特別奇特怪奇，有點像脫臼的感覺。多伊爾還提醒卡本特，導演本人提供無形的聲音，講述每一個人的夢想。

## 分析
影評人約翰·肯尼斯·繆爾（John Kenneth Muir）認為《沉睡百萬年》是電影製作期間當時流行愛滋病（AIDS）的一種比喻。在整部電影中，惡魔附身被描繪成一種像傳染病一樣通過人與人之間傳播的液體。繆爾接著指出電影中多次提到同性戀，即關於華特（Walter）這個的角色，他發表了一些暗示他是同性戀的聲明（儘管他曾短暫地與女性角色之一麗莎調情）。特別是，繆爾注意到華特這個角色出櫃時被一群已被附身的女人襲擊，出現並趕緊逃離。 除此之外，繆爾寫道，這部電影針對性的提出了一些關於人性、我們的存在與整個宇宙的問題。

## 反響
《沉睡百萬年》獲得的評價兩極。爛番茄基於24篇評論上，新鮮度58%，平均得分5.6／10，觀眾新鮮度60%。有些影評人認為該片的角色不討喜，整體風格俗氣；但也有人認為卡本特和他的團隊打造了引人入勝的恐怖驚悚片。
2004年，吉姆·愛默生認為，《沉睡百萬年》是部被低估的恐怖片，儘管有些笨拙，但超現實主義的影像的真實感相當巧妙。
電影在美國的票房總計為1410萬美元，對比300萬美元的成本來說可謂成功。

## 外部連結
- 互联网电影数据库（IMDb）上《Prince of Darkness》的资料（英文）
- Box Office Mojo上《Prince of Darkness》的資料（英文）
- 爛番茄上《Prince of Darkness》的資料（英文）
- Metacritic上《Prince of Darkness》的資料（英文）